# Sungai Badak
Sungai Badak is een bestuurslaag in het regentschap Mesuji van de provincie Lampung, Indonesië. Sungai Badak telt 3492 inwoners (volkstelling 2010).